# Peter Hallpap

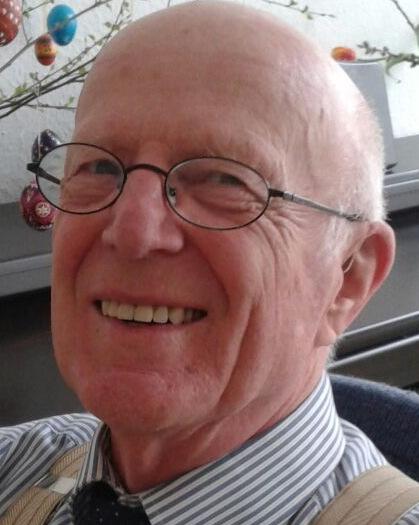
Peter Hallpap

Peter Hallpap (* 12. Mai 1941 in Mühlhausen/Thüringen; † 22. März 2020 in Jena) war ein deutscher Chemiker (Organiker). Er wurde insbesondere bekannt durch seine Arbeiten zur Geschichte der Chemie.

## Leben und Werk
Von 1959 bis 1964 studierte Hallpap Chemie an der Friedrich-Schiller-Universität Jena (FSU Jena) mit dem Abschluss als Diplom-Chemiker. Nur ein Jahr später erlangte er den Abschluss als Lehrer für Chemie und Physik. Als Schüler von Günther Heublein wurde er 1969 an der FSU Jena mit der Arbeit Berechnungen zur Bromaddition an Olefine promoviert. Die Promotion B erfolgte 1980, die facultas docendi für organische Chemie 1981. Nach der Wende folgte dann die Umgruppierung zum Dr. rer. nat. habil. im Jahre 1991.
Ab 1987 wirkte Hallpap als außerordentlicher Dozent für Organische Chemie an der FSU Jena. 1989 bis zu dessen Auflösung 1990 war er kommissarischer Leiter des Wissenschaftsbereichs „Theorie organischer Reaktionen“ der Sektion Chemie. 1991 bis 2001 war Hallpap an der FSU Jena Dezernent für Studentische und Akademische Verwaltungsangelegenheiten. Parallel dazu unterrichtete er ab 1993 am Institut für die Geschichte der Medizin, Naturwissenschaft und Technik des Ernst-Haeckel-Hauses Geschichte der Chemie. Er war auch wissenschaftlicher Geschäftsführer des neu entstehenden Zentrums für Didaktik. 
Unter den Titeln „Chemiehistorische Notizen“ und „Fundstücke“ hat Hallpap mehr als 80 Beiträge zur Chemiegeschichte von Jena publiziert, darunter Biographien und Ereignissen des Wendejahres 1989 für Politik, Stadt und FSU Jena. Zwischen 2010 und 2017 war er Vorstandsmitglied der Fachgruppe Chemiegeschichte der Gesellschaft Deutscher Chemiker (GDCh).

### Ausgewählte Werke
- Peter Hallpap, Dietmar Stadermann: Stereochemie organisch-chemischer Reaktionen, UTB für Wissenschaft (Juni 1989), ISBN 978-3437203152.

- Sieler Joachim Ehrenfried Butter, Peter Hallpap: Struktur und Bindung-Aggregierte Systeme und Stoffsystematik, VEB Deutscher Verlag für Grundstoffindustrie, Leipzig, 5. Auflage, 1987.

- Peter Hallpap, Wolfgang Liebscher, Erika Wiesner: Nomenklatur organischer Verbindungen. Übersichten und Tabellen, Akademische Verlagsgesellschaft Geest & Portig (1978).

- Siegfried Hauptmann, Günther Heublein, Peter Hallpap: Einführung in die Reaktionstheorie – Verlauf, Aufklärung und Steuerung chemischer Reaktionen, VEB Deutscher Verlag für Grundstoffindustrie, Leipzig (1984).